# Mascouche
Pour les articles homonymes, voir Mascouche (homonymie).
Mascouche est une ville du Québec (Canada), située dans la municipalité régionale de comté (MRC) Les Moulins dans la région administrative de Lanaudière. Selon le dernier recensement en 2021, la population est de 50 455 habitants. En 2024, Mascouche est la vingtième ville la plus peuplée du Québec avec environ 56 173 habitants, dépassant Shawinigan et Rimouski.

## Toponymie
D'origine autochtone, plus précisément algonquine, Mascouche signifie « ourson », de maska, maskwa, ours, forme de laquelle on a tiré maskoch, « petit ours ».
La ville était connue sous le nom de Saint-Henri de Mascouche avant 1971.

## Histoire
Originellement, le territoire couvert par la ville actuelle était partie intégrante de la seigneurie de L'Assomption concédée à Pierre Legardeur de Repentigny par la compagnie de la Nouvelle-France le 16 avril 1647. À l'abandon du régime seigneurial en 1854, le dernier seigneur était John-Henry Pangman.
C'est tout au long de la rivière Mascouche que la colonisation a débuté en 1717. Les colons s'établirent dans le village et également au domaine du Rapide, connu officiellement sous le nom du Domaine Seigneurial de Mascouche. Quatre ans plus tard, en 1721, fut créée la concession de la Cabane Ronde et par la suite, en 1770, la concession du Grand-Coteau-Saint-Philippe.
Le 1er juillet 1855, la municipalité de la paroisse de Saint-Henri-de-Mascouche est créée.
Saint-Henri-de-Mascouche est l'une des plus vieilles paroisses de la province de Québec. Elle a été fondée en 1749 et comptait 542 habitants. La première église a été construite en 1749-1750 car, selon les registres officiels, le premier baptême eut lieu le 29 décembre 1750 par le prêtre Simon-Amable Raizenne.
Saint-Henri-de-Mascouche devient Mascouche en 1971 lorsqu'elle obtient son statut de municipalité. Le maire était alors monsieur Gilles Forest.
Le « M » de l'emblème de Mascouche représente un jeune arbre en croissance évoquant la vocation d'une ville de banlieue au cœur de la nature.
Dans les armoiries, la devise « cedo nulli » se traduit par « je ne le cède à personne » et s'applique à l'aigle des armoiries. L'aigle est un oiseau très noble et fier qui, par ses prouesses, ne cède à aucun autre oiseau.

### Héraldique
| Cedo nulli |
| ---------- |

| L'écu de Mascouche se blasonne ainsi : De sable, à l'aigle bicéphale d'argent, couronné d'argent et nimbé d'or, sur le tout de gueules, au lion d'or tenant dans ses pattes une croix patriarcale d'or.(L'écusson est une référence aux armes des Le Gardeur de Repentigny, dont la famille possédait la seigneurie de Lachenaie, de laquelle la paroisse Saint-Henri-de-Mascouche faisait partie.) |

## Géographie
Située à quelques kilomètres à peine au nord-est de Montréal, la ville de Mascouche est traversée par la rivière du même nom. Elle est voisine des villes de Repentigny, Terrebonne, L'Épiphanie et Saint-Roch-de-l'Achigan.
Avec l'autoroute 640 au sud et l'autoroute 25 qui la traverse en plein centre, Mascouche bénéficie beaucoup de l'intersection de ces deux artères majeures. Les commerces sont principalement concentrés sur la Montée Masson et sur une partie de la Sainte-Marie.
Mascouche s'étend sur 108 km2 dont une importante partie est protégée par des règlements de conservation. Près de 80 % du territoire est zoné agricole bien que le nombre d'agriculteurs actifs soit très faible à l'heure actuelle. Ces agriculteurs sont surtout des jardiniers-maraîchers.
On retrouve à Mascouche, le Parc naturel de l'Étang du Grand Coteau dont la superficie avoisine celle du Parc du Mont-Royal.

### Hydrographie
La rivière Saint-Pierre traverse l'ouest de la municipalité vers le sud-est jusqu'à sa confluence avec la rivière Mascouche qui traverse Mascouche-Ouest vers le nord-est puis bifurque vers le sud et traverse le centre-ville de Mascouche et poursuit son cours vers le sud-ouest.

## Démographie
| 1991   | 1996   | 2001   | 2006   | 2011   | 2016   | 2021   |
| ------ | ------ | ------ | ------ | ------ | ------ | ------ |
| 25 828 | 28 097 | 29 556 | 33 764 | 42 491 | 46 692 | 51 183 |

Mascouche est une ville où les jeunes familles bénéficient de plusieurs services et organismes communautaires, plusieurs écoles primaires et secondaires, beaucoup d'espaces verts dont l'immense Parc de l'Étang du grand coteau qui compte cinq lacs, dont le principal, le Lac Henri. La distribution de la population de la municipalité le démontre bien : 62,7 % de la population a moins de 45 ans.
| Âge             | % de la population |
| --------------- | ------------------ |
| 14 ans et moins | 19,9 %             |
| 15 à 24 ans     | 13,3 %             |
| 25 à 44 ans     | 29,5 %             |
| 45 à 64 ans     | 27,4 %             |
| 65 ans et plus  | 9,8 %              |

## Administration
(octobre 2021).

### Administration municipale
Le gouvernement municipal de la ville de Mascouche est composé d'un maire élu et de huit conseillers municipaux, également élus. Chacun des conseillers représente un territoire défini de la municipalité (voir l'information des arrondissements dans la cartouche sur cette page).
Les élections sont tenues aux quatre ans le premier dimanche de novembre en vertu de la loi sur les élections et les référendums dans les municipalités. Les prochaines élections municipales seront tenues le 2 novembre 2025.

#### Liste des maires de Mascouche depuis 1965
Depuis 1965, trois maires se sont succédé :
- Gilles Forest (1965-1983) ;
- Bernard Patenaude (1983-1991) ;
- Richard Marcotte (1991-2012).

#### Liste des maires de Mascouche depuis 2003
| Mascouche Maires depuis 2003                                                                                         |                    |                                                      |          |
| Élection | Maire              | Qualité                                              | Résultat |
| 2003 | Richard Marcotte   | Maire depuis 1991 Candidat libéral de Masson en 2003 | Voir     |
| 2005 | Richard Marcotte   | Maire depuis 1991 Candidat libéral de Masson en 2003 | Voir     |
| 2009 | Richard Marcotte   | Maire depuis 1991 Candidat libéral de Masson en 2003 | Voir     |
| 2012 | Lise Gagnon        | mairesse-suppléante                                  | Voir     |
| 2012 | Denise Paquette    | mairesse-suppléante                                  | Voir     |
| 2013 | Guillaume Tremblay | Député péquiste de Masson (2008-2012)                | Voir     |
| 2017 | Guillaume Tremblay | Député péquiste de Masson (2008-2012)                | Voir     |
| 2021 | Guillaume Tremblay | Député péquiste de Masson (2008-2012)                | Voir     |
| Élection partielle en italique Depuis 2005, les élections sont simultanées dans toutes les municipalités québécoises |                    |                                                      |          |

#### Administration provinciale
Au provincial, la Ville de Mascouche est située dans la circonscription provinciale de Masson. Depuis 2014, le député représentant cette circonscription à l'Assemblée nationale est Mathieu Lemay, élu du parti de la Coalition avenir Québec.

#### Administration fédérale
Le territoire de Mascouche fait partie de la circonscription fédérale de Montcalm. Le député à la Chambre des communes de Montcalm est Luc Thériault, membre du Bloc québécois et en fonction depuis les élections fédérales de 2015.

## Éducation
Ces écoles francophones sont desservies par la Commission scolaire des Affluents.
La ville de Mascouche compte :
- huit écoles primaires francophones, dont : l'école Aux 4 Vents, l'école De la Source, l'école La Mennais, l'école des Hauts-Bois, l'école Soleil-Levant, l'école Le Rucher, l'école de La Seigneurie et Des Sommets ;

- deux écoles secondaires francophones : école secondaire Le Prélude, l'École secondaire Du Coteau ;

- une école professionnelle francophone : l'école L'Impact.

La Commission scolaire Sir Wilfrid Laurier gère les écoles anglophones :
- l'école primaire Pinewood à Mascouche dessert la partie ouest[16] ;
- l'école primaire Franklin Hill à Repentigny dessert la partie est[17] ;
- École secondaire Rosemère (en) à Rosemère[18].

### Liste des écoles
| Nom                    | Adresse                   | Type       | Année de construction | Année de agrandissement | Ascenseur |
| ---------------------- | ------------------------- | ---------- | --------------------- | ----------------------- | --------- |
| École aux 4 Vents      | 3000, av. Bourque         | Primaire   | 1980                  | 2012                    | Non       |
| École de la Seigneurie | 2460, rue Versailles      | Primaire   | 2013                  |                         | Oui       |
| École de la Source     | 1275, av. Châteaubriant   | Primaire   | 1977                  | 1984, 2014              | Non       |
| École des Hauts-Bois   | 99, av. Napoléon          | Primaire   | 1977                  | 1992, 1998              | Oui       |
| École des Sommets      | 585, rue de Saint-Gabriel | Primaire   | 2021                  |                         | Oui       |
| École du Coteau        | 2121, rue de l'Alizé      | Secondaire | 2000                  | 2021                    | Oui       |
| École du Soleil-Levant | 3400, rue Champlain       | Primaire   | 1990                  |                         | Oui       |
| École la Mennais       | 2881, chemin Sainte-Marie | Primaire   | 1953                  | 1967, 1992, 2014        | Non       |
| École le Prélude       | 2995, av. des Ancêtres    | Secondaire | 1960                  | 1991                    | Oui       |
| École le Rucher        | 855, rue des Érables      | Primaire   | 1971                  | 1984, 2014              | Non       |
| École Lewis King       | 1728, rue Thacker         | Elementary | 1950                  |                         | Non       |
| École Pinewood         | 412, chemin des Anglais   | Elementary | 1956                  | 1992                    | Non       |

## Infrastructures

### Aéroport
De 1976 à 2016, on retrouvait à Mascouche l'aéroport non-contrôlé (sans tour de contrôle) le plus achalandé de l'Est du Canada, avec plus de 60 000 mouvements d'avions par an. Il était doté d'une piste de 915 × 25 mètres, pavée et munie d'un système d'éclairage pour l'atterrissage de nuit. On y retrouvait des écoles de pilotage telles que Cargair Ltée et A.L.M. par avion, deux écoles de pilotage reconnues en Amérique du Nord. Les utilisateurs de cet aéroport s'étaient regroupés pour former l'Association des Pilotes et Propriétaires de l'Aéroport de Mascouche (APPAM)[source insuffisante]. L'aéroport a été officiellement fermé le 15 novembre 2016 après 39 ans d'opérations. La Ville de Mascouche y a aménagé un centre industriel, appelé Centroparc. En novembre 2016, un projet de relocalisation de l'aéroport à 2 km du site actuel a été approuvé par le gouvernement fédéral. Après une longue saga judiciaire, l'APPAM renonce à la construction du nouvel aéroport des Moulins en lui préférant un site à St-Roch de l'Achigan qui ne sera finalement pas approuvé par le gouvernement fédéral. À ce jour, aucun autre site alternatif n'a été trouvé dans la région.

### Gare
La ville de Mascouche inauguré en 2014 la Gare de Mascouche, une gare de trains de banlieue. Anciennement le Boulevard Industriel, la rue a été renommée <Avenue de la Gare> sous l'administration du maire Richard Marcotte. La gare est reliée à la Gare centrale de Montréal.

### Parcs
En 1999, la ville de Mascouche inauguré le Parc du Grand-Coteau, le plus grand parc de Mascouche. En 2016, la ville agrandie le parc et y ajoute des sentiers en 2021. En 2021, le maire Guillaume Tremblay et son équipe ont également inauguré le parc métropolitain du Domaine-Seigneurial-De-Mascouche. Ce parc métropolitain est ouvert au grand public. Un nouveau Manoir Seigneurial de Mascouche remplacera l'ancien manoir seigneurial démoli en 2020.

## Communauté
On retrouve un milieu associatif, sportif et communautaire, dont des clubs de service tels le Club optimiste de Mascouche et les Chevaliers de Colomb. Ce dernier vient en aide aux gens démunis en finançant en partie les activités du Centre d'entraide, la Guignolée et le déjeuner de Noël.
Parmi les organismes actifs sur le territoire, on compte la SODAM (Société de développement et d'animation de Mascouche) ayant pour mission de contribuer à l'accès à la culture et au développement culturel de la communauté mascouchoise par l'entremise de divers projets d’animation culturelle.
Mascouche dispose de son propre service de police et de prévention d'incendie et d'une centrale 911.

## Événements
- De 2006 à 2010, l'oktoberfest des québécois avait lieu à Mascouche et se déroulait sur une période de trois jours en début septembre. Plus de 27 000 personnes ont assisté à l'édition 2008 alors qu'une soixantaine de kiosques, de micro brasseries et produits du terroir québécois étaient réunis au Parc de l'Étang du grand coteau. Le festival Octenbulle le remplace depuis 2021 avec une formule musicale animée par des DJ et VJ de partout dans le monde.
- Chaque année, au mois de mai, l'Association des Pilotes et Propriétaires de l'Aéroport de Mascouche organise une levée de fonds pour le Téléthon d'Opération Enfant Soleil. En échange de dons, les visiteurs/donateurs ont la chance de faire un tour d'avion avec une célébrité de leur choix présente à l'événement. En 2009, ce sont 6 775 $ qui ont été amassés et remis au Téléthon.
- Le classique Émilie-Mondor est une course à pied qui se déroule au Parc de l'Étang du grand coteau pour tous les calibres. Il existe 6 parcours :
  - Parcours de 600 m pour les 5 ans et moins
  - Parcours de 1 km, 3 km, 5 km, 7 km XTRAIL et 10 km[23]
- Le Festival des arts de Mascouche est un événement annuel permettant aux peintres de toutes catégories et de toutes tendances de s’exprimer, d’exposer et de se faire connaître. La première exposition fut organisée en 1989. Depuis 2009, l'événement a lieu chaque année au Parc du Grand-Coteau pendant la fin de semaine du travail[24].

## Environnement
En mars 2025, le gouvernement canadien élimine 80 000 tonnes de sols hautement contaminés par des « polluants éternels », des substances potentiellement cancérogènes, en les enfouissant sur un site à Mascouche.

## Tourisme
Tourisme des Moulins est gestionnaire d’un bureau d’information touristique permanent dans un bâtiment de services du stationnement incitatif de Terrebonne (Terminus d’autobus). L'organisme fait la promotion et le développement touristique de la MRC Les Moulins dont font partie les villes de Terrebonne et Mascouche.

## Parcs et espaces verts
- Parc Alexander (2017)
- Parc Armand-Nadeau (1971)
- Parc canin
- Parc de Chambéry (2017)
- Parc de l'Amour (1976)
- Parc de l'Arabesque
- Parc de l'Envolée (2005)
- Parc de l'Esplanade (2010)
- Parc de la Brise (2015)
- Parc de la Côte
- Parc de la Détente
- Parc de la Gare (2012)
- Parc de la Principale
- Parc de la Seigneurie (2010)
- Parc de la Source (1980)
- Parc de Pontoise (2017)
- Parc de Vanier (1978)
- Parc Delfosse-Colville (2008)
- Parc des Amis
- Parc des Ancêtres
- Parc des Bois-Francs
- Parc des Boute-en-Train (2025)
- Parc des Montagnes
- Parc des Nations-Unies (1998)
- Parc des Optimistes (1976)
- Parc des Pins (1984)
- Parc des Saules
- Parc du Domaine (1975)
- Parc du Grand-Côteau (1999)
- Parc du Nord (1974)
- Parc du Rucher (1978)
- Parc du Ruisseau (2007)
- Parc du Soleil-Levant (1991)
- Parc Duhamel (2000)
- Parc Dupuis
- Parc Gilles-Forest (1974)
- Parc Gérard-Pesant (1977)
- Parc Lionel-Groulx (2015)
- Parc Marie-des-Hauts-Bois (1978)
- Parc Mathieu (1976)
- Parc Memorial (1974)
- Parc Moorecrest
- Parc métropolitain du Domaine-Seigneurial-de-Mascouche (2021)
- Parc Nelligan (1977)
- Parc Raymond
- Parc Saint-Gabriel (2021)
- Parc Terry-Fox (1996)